# Nicolai von Schweder-Schreiner
Nicolai von Schweder-Schreiner (* 1967 in Lissabon, Portugal) ist ein deutscher Übersetzer und Musiker.

## Leben
Nicolai von Schweder-Schreiner lebte von 1981 bis 1984 in Rio de Janeiro; er ist heute in Hamburg ansässig. Schweder-Schreiner übersetzt belletristische Werke aus dem Englischen und Portugiesischen ins Deutsche. Daneben ist er seit 1999 als Gitarrist und Sänger Mitglied der Band Veranda Music.
Nicolai von Schweder-Schreiner ist Mitglied im Verband deutschsprachiger Übersetzer literarischer und wissenschaftlicher Werke. 2009 erhielt er für seine Übersetzung des Romans „Ten storey love song“ von Richard Milward einen der Hamburger Förderpreise für Literatur und literarische Übersetzungen; diesen abermals 2018 für seine Übersetzung von So enden wir (Meia-Noite e Vinte) von Daniel Galera aus dem Portugiesischen. Zusammen mit dem Autor Chigozie Obioma wurde er 2020 mit einem Internationalen Literaturpreis des Hauses der Kulturen der Welt für seine Übersetzung Das Weinen der Vögel ausgezeichnet. 2022 war er einer von drei Preisträgern der Hamburger Literaturpreise in der Kategorie „Literarische Übersetzungen“ und wurde damit für seine Übersetzung Der letzte weiße Mann des Romans The Last White Man von Moshin Hamid ausgezeichnet.

## Übersetzungen
- John Boyne: Als die Welt zerbrach, Piper, 2022.
- Jennifer Clement: Auf der Zunge. Suhrkamp, 2022.
- Caleb Azumah Nelson: Freischwimmen. Kampa Verlag, 2021.
- Cynthia D’Aprix Sweeney: Unter Freunden. Klett-Cotta, 2021.
- Mark Lanegan: Alles Dunkel dieser Welt. Heyne Hardcore, 2021.
- Hari Kunzru: Götter ohne Menschen. Liebeskind, 2020.
- Whitney Scharer: Die Zeit des Lichts. Klett-Cotta, 2019.
- Chigozie Obioma: Das Weinen der Vögel. Piper, 2019.
- Jennifer Clement: Gun Love. Suhrkamp, 2018.
- Geovani Martins: Aus dem Schatten. Suhrkamp, 2018.
- Daniel Galera: So enden wir. Suhrkamp, 2018.
- Hari Kunzru: White Tears. Liebeskind, 2017.
- Cynthia D’Aprix Sweeney: Das Nest. Klett-Cotta, 2016.
- William Giraldi: Wolfsnächte. Hoffmann und Campe, 2016.
- John Waters: Carsick. Ullstein, 2015.
- Chigozie Obioma: Der dunkle Fluss. Aufbau Verlag, 2015.
- Jennifer Clement: Gebete für die Vermissten. Suhrkamp, 2014.
- Chris Williams (Hrsg.): Richard Burton, Die Tagebücher. Haffmans & Tolkemitt, 2013.
- Ricardo Azevedo: Pedro träumt vom großen Spiel. Berlin 1997.
- Ruy Castro: Bossa nova. Höfen 2005.
- Douglas Coupland: Marshall McLuhan. Stuttgart 2011.
- Marcelo Ferroni: Anleitung zum Guerillakrieg. Berlin 2012.
- Daniel Galera: Flut. Berlin 2013.
- Luiz Alfredo Garcia-Roza: Ein Fenster in Copacabana. Berlin 2005.
- Der gegrillte Mann. Zürich 2006.
- Brent Ghelfi: Im Schatten des Kreml. München 2009.
- Brent Ghelfi: Russisches Abendmahl. München 2007.
- mit Barbara Mesquita: Paulo Lins: Seit der Samba Samba ist. München 2013.
- Paulo Lins: Die Stadt Gottes. München 2004.
- Stephen May: Wir kommen schon klar. Berlin 2012.
- Richard Milward: Apples. München 2008.
- Adriana Nunes: Nur die Edelsteine kommen aus Brasilien, St. Ottilien 2001.
- Tom Piccirilli: Der Geruch von Blut, München 2011.
- Tom Piccirilli: Killzone, München 2008.
- Tom Piccirilli: Schmerz, München 2009.
- Morton Rhue: Dschihad Online. Ravensburger, Ravensburg 2016.
- Morton Rhue: American Hero. Carlsen, München 2018.
- João Ubaldo Ribeiro: Das Wunder der Pfaueninsel, München 1999
- José Saramago: Die portugiesische Reise, Reinbek bei Hamburg 2003 (übersetzt zusammen mit Karin von Schweder-Schreiner)
- Christos Tsiolkas: Nur eine Ohrfeige, Stuttgart 2012
- Alice Vieira: Die Augen von Ana Marta, Frankfurt am Main 1997
- Ronaldo Wrobel: Hannahs Briefe, Berlin 2013.